# Інгвар Герд
Густав Інгвар Бертіл Герд (швед. Gustaf Ingvar Bertil Gärd; нар. 6 жовтня 1921, Мальме, Швеція — пом. 31 серпня 2006, Мальме, Швеція) — шведський футболіст та тренер, виступав на позиції півзахисника.

## Клубна кар'єа
Герд виріс у Гакансторпі (один з районів Мальме), футболом розпочав займатися в місцевій команді. З 1944 року виступав за «Мальме», переважно на позиції лівого півзахисника. На той час «Мальме» вважався одним з грандів шведського футболу. Разом з командою чотири рази вигравав чемпіонат країни (1944, 1949, 1950, 1951) та тричі національний кубок (1944, 1946, 1947). 
Після завершення фінальної частини чемпіонату світу перейшов до клубу Серії A «Сампдорія». У своєму першому та єдиному закордонному сезоні зіграв 20 матчів. У 1951 році повернувся до Швеції, але оскільки за кордоном він отримав статус професіонального футболіста, то через це не зміг на батьківщині продовжити кар'єру гравця.

## Кар'єра в збірній
Дебютував у футболці національної збірної Швеції 8 червня 1950 року. Учасник чемпіонату світу 1950 року. Зіграв у всіх 5-и матчах на турнірі, проте по його завершенні до складу збірної більше не залучався.
| Матчі Інгвара Герда за збірну Швеції | Матчі Інгвара Герда за збірну Швеції | Матчі Інгвара Герда за збірну Швеції | Матчі Інгвара Герда за збірну Швеції | Матчі Інгвара Герда за збірну Швеції | Матчі Інгвара Герда за збірну Швеції | Матчі Інгвара Герда за збірну Швеції |
| ------------------------------------ | ------------------------------------ | ------------------------------------ | ------------------------------------ | ------------------------------------ | ------------------------------------ | ------------------------------------ |
| №                                    | Дата                                 | Місце проведення                     | Суперник                             | Рахунок                              | Голи                                 | Змагання                             |
| 1                                    | 8 червня 1950                        | Стокгольм                            | Нідерланди                           | 4:1                                  | —                                    | Товариський матч                     |
| 2                                    | 25 червня 1950                       | Сан-Паулу                            | Італія                               | 3:2                                  | —                                    | Чемпіонат світу                      |
| 3                                    | 29 червня 1950                       | Куритиба                             | Парагвай                             | 2:2                                  | —                                    | Чемпіонат світу                      |
| 4                                    | 9 липня 1950                         | Ріо-де-Жанейро                       | Бразилія                             | 1:7                                  | —                                    | Чемпіонат світу                      |
| 5                                    | 13 липня 1950                        | Сан-Паулу                            | Уругвай                              | 2:3                                  | —                                    | Чемпіонат світу                      |
| 6                                    | 16 липня 1950                        | Сан-Паулу                            | Іспанія                              | 3:1                                  | —                                    | Чемпіонат світу                      |

## Кар'єра тренера
Не маючи можливість продовжити кар'єру гравця, у сезоні 1954/55 років розпочав тренерську діяльність, очоливши «Треллеборг». Привів ТФФ до перемоги в третьому дивізіоні шведського чемпіонату, після чого перейшов до «ІФК Мальме». У 1956 році виграв другий дивізіон шведського чемпіонату. Завдяки вдалій весняній частині сезону, у 1960 році «ІФК Мальме» стартував у Кубку європейських чемпіонів (чемпіоном став «Норчепінг», а «Мальме» виборов срібні медалі). У 1/4 фіналу «ІФК Мальме» поступився «Рапіду» (Відень) (0:2). Єврокубкові успіхи поєднувалися зі скромними результатами в національних змаганнях, а в 1962 році ІФК вилетів з чемпіонату Швеції. У 1965 році повернувся до «Треллеборга», проте з командою двічі понизився в класі й у 1966 році залишив клуб. У 1969 році очолював «Гакансторп». Тренерську кар'єру завершив у 1970 році в клубі «Гербю».

## Особисте життя
Інгвар був одружений з італійкою Тоні, разом з сім'єю сестри Ліліан проживав у Мальме. Окрім футболу, займав посаду менеджера по виробництву продукції фірми Вільгельма Сонессона в Мальме.

## Досягнення
- Аллсвенскан
  -  Чемпіон (4): 1944, 1949, 1950, 1951

- Кубок Швеції
  -  Володар (3): 1944, 1946, 1947

- Бронзовий призер чемпіонату світу: 1950